# Scaphotettix indicus
Scaphotettix indicus är en insektsart som beskrevs av William Lucas Distant 1908. Scaphotettix indicus ingår i släktet Scaphotettix och familjen dvärgstritar. Inga underarter finns listade i Catalogue of Life.